# Hemieuxoa subforsteri
Hemieuxoa subforsteri là một loài bướm đêm trong họ Noctuidae.